# Richard Holt Hutton
Richard Holt Hutton, född den 2 juni 1826 i Leeds, död den 9 september 1897, var en engelsk teolog och litteratör. 
Hutton tänkte först bli unitarisk predikant och utgav 1851–1853 den unitariska tidskriften The Inquirer, men ägnade sig sedan för en tid åt världsligt författarskap som utgivare jämte sin vän Walter Bagehot av tidskriften National Review (1855–1864) och medutgivare av The Economist (1858–1860). År 1861 blev Hutton delägare i och biträdande utgivare (jämte Meredith Townsend) av den inom tongivande kretsar mycket spridda veckotidskriften The Spectator, och där utövade han genom sina litterära och religiösa uppsatser till sin död ett vidsträckt inflytande. I politiska frågor stödde tidskriften till 1886 det liberala partiet, men Hutton bröt sedan med Gladstone till följd av dennes home rule-politik. Bland hans skrifter märks Essays Theological and Literary (2 band 1871; 3:e upplagan 1888), biografier över Walter Scott (1878, i serien English Men of Letters) och kardinal Newman (1891) samt Aspects of Religions and Scientific Thought (1899).